# Giro di Romagna 1963
Il Giro di Romagna 1963, trentanovesima edizione della corsa, si svolse il 25 aprile 1963 su un percorso di 260 km. La vittoria fu appannaggio dell'italiano Bruno Mealli, che completò il percorso in 7h02'20", precedendo i connazionali Pierino Baffi e Marino Fontana.

## Ordine d'arrivo (Top 10)
| Pos. | Corridore         | Squadra              | Tempo    |
| ---- | ----------------- | -------------------- | -------- |
| 1    | Bruno Mealli      | Cynar                | 7h02'20" |
| 2    | Pierino Baffi     | Molteni              | s.t.     |
| 3    | Marino Fontana    | San Pellegrino Sport | s.t.     |
| 4    | Guido Carlesi     | Molteni              | s.t.     |
| 5    | Vittorio Adorni   | Cynar                | s.t.     |
| 6    | Livio Trapè       | Salvarani            | s.t.     |
| 7    | Walter Martin     | I.B.A.C.             | s.t.     |
| 8    | Giuseppe Fezzardi | Cynar                | s.t.     |
| 9    | Alberto Assirelli | Salvarani            | s.t.     |
| 10   | Pietro Partesotti | Lygie                | s.t.     |